# Espai de dolor
Espai de Dolor, originalment i en alemany Hinter dem Knochen wird gezählt - Schmerzraum (traduït al català, Es compta darrere l'os - Espai de dolor), és una instal·lació permanent de Joseph Beuys, feta el 1983, que es troba en exposició permanent al CaixaForum Barcelona.

## Història

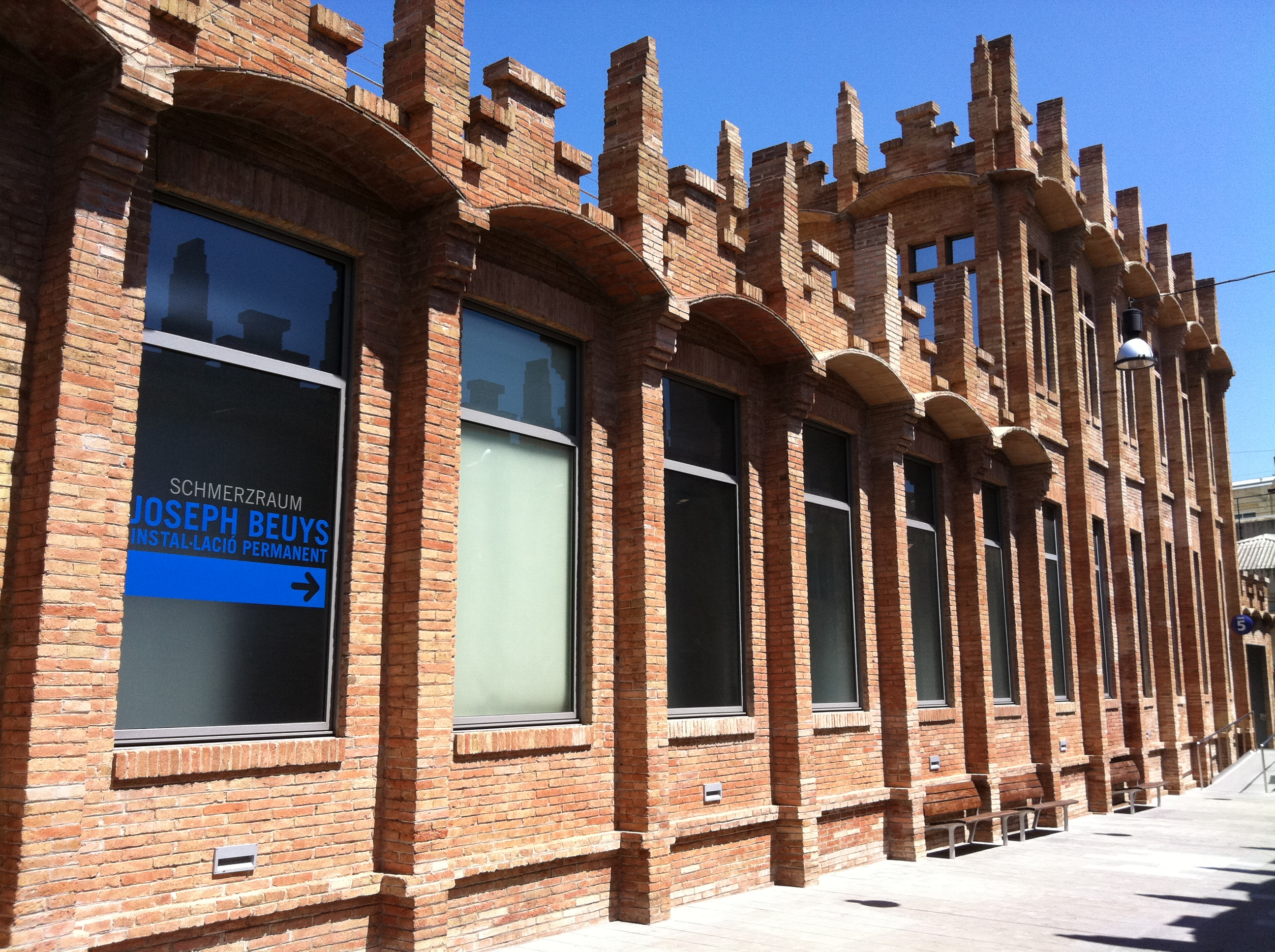
Ala de CaixaForum Barcelona on està ubicada l'obra

La instal·lació es va presentar per primera vegada a Düsseldorf, a la galeria Konrad Fischer, on Beuys recobriria totes les parets de la galeria amb plom, col·locant una petita bombeta encesa al sostre, junt d'unes anelles, de mides diferents, fetes amb plata. L'any 1985 la Fundació "la Caixa" va comprar l'obra, iniciant així la seva col·lecció d'art contemporani, actualment (2011) formada per gairebé 1.000 obres.
El 1994 es va organitzar una exposició retrospectiva de Beuys al Museu Reina Sofia. El comissari de la mostra, Harald Szeemárin, va intentar que l'obra, que aleshores ja era propietat de La Caixa però estava emmagatzemada, es mostrés a Madrid. L'hereva de Beuys, Eva Beuys, es va negar, al·legant que la instal·lació només s'hauria de tornar a muntar per a quedar instal·lada de forma definitiva. No seria fins al 2002, quan es va inaugurar el CaixaForum Barcelona, que l'obra quedaria instal·lada de manera permanent i oberta al públic.

## Composició
La instal·lació està realitzada amb planxes de plom, ferro, algunes anelles de plata i una bombeta de llum. L'artista intenta explorar diverses connexions simbòliques entre els fenòmens naturals i els sistemes filosòfics, intentant que el visitant experimenti una sensació d'hermetisme i aïllament en entrar a la instal·lació, gràcies a la presència del plom, matèria que absorbeix la poca llum que emet la bombeta penjada del sostre. Aïlla i protegeix alhora. Les mides de les anelles de plata representen la grandària d'un crani adult i d'un infant, respectivament. Estan fetes amb plata, ja que aquest és un gran conductor, en contrapartida a l'aïllament del plom.